# Ruf de Tortosa
Ruf de Tortosa és un sant llegendari, deixeble de sant Pau de Tars i primer bisbe de Tortosa al segle i. En realitat, no va existir: es tracta d'una duplicació de personalitat originada a partir de sant Ruf d'Avinyó i amb elements de la història de Ruf de Roma, personatge esmentat per sant Pau apòstol. És el sant patró de Tortosa.

## Creació de la llegenda
No existeixen referències documentals al bisbat de Tortosa fins al 516, que se cita el bisbe Ursus com a assistent a un concili a Tarragona. No obstant això, la diòcesi de Tortosa es proclamava més antiga, fundada al segle I i anterior a la de Tarragona. La tradició que sant Pau havia predicat a Tarragona tenia un origen antic; a partir d'ella, es va estendre a Tortosa, fent que el sant hi arribés directament des de Roma, anant des d'allí a Tarragona i que, en marxar, deixés un deixeble seu, Ruf, com a cap de la comunitat cristiana i primer bisbe.

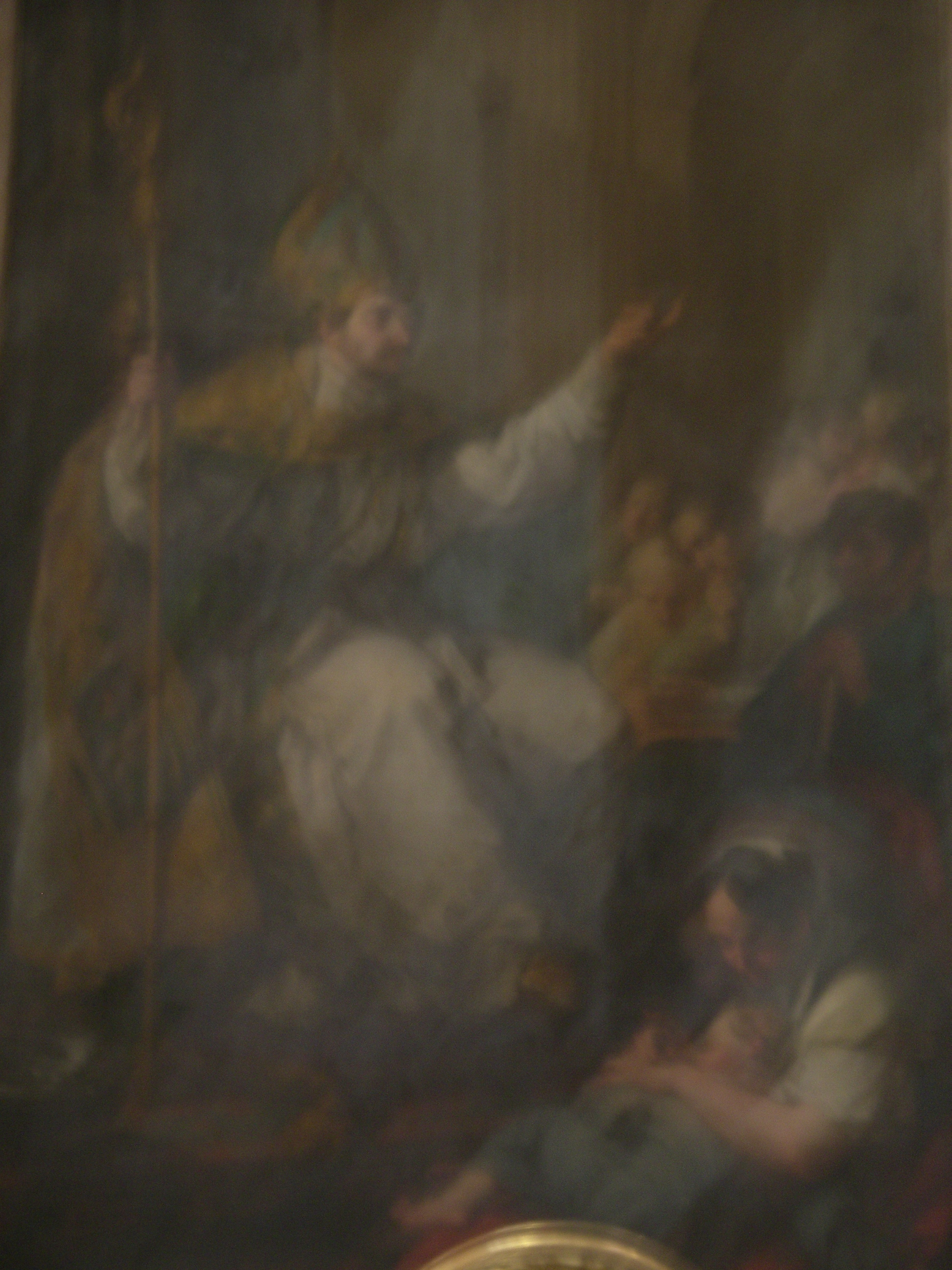
Pintura amb sant Ruf predicant, s. XVIII, per Vicente López (Catedral de Tortosa).

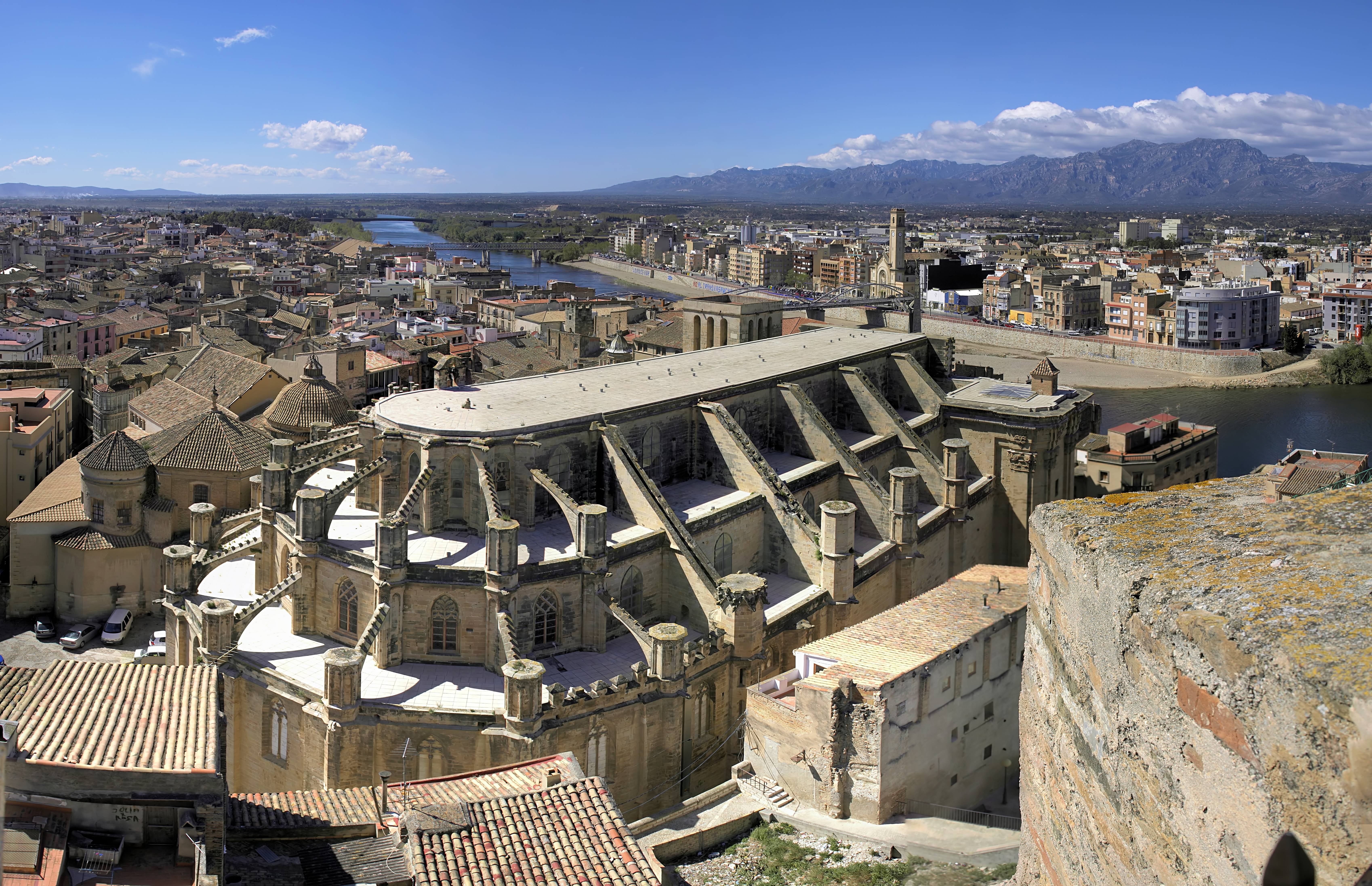
Catedral i ciutat de Tortosa

Els autors de Tortosa argumentaven que el nom de Ruf com a primer bisbe ja es trobava a un antic missal de la Catedral de Tortosa, fent-ne constar la celebració litúrgica; no obstant això, el missal no va ésser escrit a Tortosa, per la qual cosa, les mencions a Ruf fan referència a un altre lloc, segurament Avinyó. Llevat d'aquesta font, no consta en cap altra document històric. Basant-se en el missal, la diòcesi tortosina clamava per la historicitat de Ruf i pel fet que la catedral en tingués les relíquies. Les primeres fonts documentals són, però, falsificacions tardanes, com el fals cronicó de Luci Dextre, del segle xvi, que volen vestir la llegenda amb dades històriques.
Ja Joaquín Villanueva en 1806 demostra la falsedat de les proves i esmenta que la celebració de sant Ruf a Tortosa es deu al fet que el primer bisbe de Tortosa posterior a la reconquesta de 1148, Gaufred d'Avinyó, procedia de l'abadia de Sant Ruf d'Avinyó: possiblement en portés el missal i la devoció envers el sant; Ruf, efectivament, va ser el primer bisbe d'Avinyó, i a aquesta ciutat fa referència la menció a les relíquies i a la festivitat indicada. L'error en la interpretació va comportar la creença que un Ruf havia estat el primer bisbe de la ciutat de Tortosa i que la seva tomba era a la catedral. De fet, la veneració tortosina a sant Ruf no està documentada abans del segle XII: es tracta d'una devoció importada per Gaufred d'Avinyó i que amb el temps, per la confusió del missal, es va interpretar malament.
A partir d'aquí, per lligar la història, es va associar aquest Ruf, no amb Ruf d'Avinyó, sinó amb un Ruf citat per Pau de Tars a l'Epístola als romans, cap. 16, v. 13, on diu als destinataris que "saludeu Ruf, elegit pel Senyor, i a la seva mare". Com que immediatament abans Pau expressa el seu projecte de viatjar a Hispània, s'interpretava que Ruf era l'elegit per acompanyar-lo en aquest viatge. D'aquesta manera, es podia vincular el Ruf de Tortosa al viatge tarragoní de sant Pau, que es donava com a fet provat. Tradicions posteriors havien fet que aquest Ruf fos bisbe de Tebes (Grècia): per conciliar-les amb el pretès bisbat de Tortosa, es va suposar que Ruf hauria estat primer bisbe de Tebes i després de Tortosa.
A Tortosa, sant Ruf se celebrava el 21 de novembre, dia que el Martirologi romà assigna a Ruf el company de sant Pau. Fins al Concili de Trento, però, se celebrava el 14 de novembre, dia, precisament, que el martirologi assigna a sant Ruf d'Avinyó.

## Llegenda de sant Ruf
Segons la llegenda, Ruf havia nascut a l'Àfrica i era fill de Simó el Cireneu Va marxar a Jerusalem i allí, després de sentir la predicació de sant Pau, es convertí en el seu acompanyant. Quan Pau va viatjar a Hispània, desembarcà primer a Tortosa, cap a l'any 60, i allí deixà Ruf com a bisbe, mentre ell continuava el viatge cap a Tarragona. Ruf romandria com a bisbe de Tortosa fins a la seva mort, en una data indeterminada. A la catedral tortosina hi ha dos reliquiaris amb part de les suposades restes del sant, que estaria enterrat en una tomba a la catedral, desconeguda; una llegenda diu que el dia que algú trobi la tomba de sant Ruf, la ciutat de Tortosa s'enfonsarà.